# Поліцько (Великопольське воєводство)
Поліцько (пол. Policko) — село в Польщі, у гміні Льондек Слупецького повіту Великопольського воєводства.
Населення — 110 осіб (2011).
У 1975-1998 роках село належало до Конінського воєводства.

## Демографія
Демографічна структура станом на 31 березня 2011 року:
|          | Загалом | Допрацездатний вік | Працездатний вік | Постпрацездатний вік |
| -------- | ------- | ------------------ | ---------------- | -------------------- |
| Чоловіки | 49      | 15                 | 27               | 7                    |
| Жінки    | 61      | 12                 | 32               | 17                   |
| Разом    | 110     | 27                 | 59               | 24                   |